# Čortanovci
Čortanovci (Чортановци) település Szerbiában, a Vajdaságban, a Szerémségi körzetben, Ingyia községben.

## Demográfiai változások
| 1948 | 1953 | 1961 | 1971 | 1981 | 1991 | 2002 |
| ---- | ---- | ---- | ---- | ---- | ---- | ---- |
| 944  | 1106 | 1833 | 1651 | 1853 | 1590 | 2308 |